# 17970 Palepu
17970 Palepu è un asteroide della fascia principale. Scoperto nel 1999, presenta un'orbita caratterizzata da un semiasse maggiore pari a 2,2715532 UA e da un'eccentricità di 0,1506355, inclinata di 5,11523° rispetto all'eclittica.